# Trias disciflora
Trias disciflora är en orkidéart som först beskrevs av Robert Allen Rolfe, och fick sitt nu gällande namn av Robert Allen Rolfe. Trias disciflora ingår i släktet Trias och familjen orkidéer. Inga underarter finns listade i Catalogue of Life.